# 準範士
準範士（じゅんはんし）は、全日本居合道連盟が定める居合道の称号の一つ。範士の下に位し、教士・錬士の上位にある。

## 準範士号成立過程
準範士号とは、全日本居合道連盟において、範士号に準ずる称号として制定された。そもそも、武道における範士・教士などの称号は、明治28年（1895年）に小松宮彰仁親王を総裁として発足した大日本武徳会が武芸者優遇を目的として制定したものである。
昭和20年（1945年）、太平洋戦争で日本が敗戦し、さらに翌昭和21年（1946年）にはGHQ指令より武道が禁止されたため、時節を察して大日本武徳会は解散した。
これにより、範士号の授与機関が消滅するという憂き目に遭うが、戦後、武道の禁止が解除されると、各武道を所管する財団法人が設立され、それぞれの法人により、範士号が授与されることとなった。
大日本武徳会の事実上の後継団体として全日本剣道連盟が成立したが、全日本剣道連盟は発足当初、居合道は所管しなかった。その結果、別団体として全日本居合道連盟が結成され、その後全日本剣道連盟も居合道を所管するようになり、居合道を扱う法人・組織は全日本剣道連盟及び全日本居合道連盟の二つに分かれることとなった。
やがて、全日本居合道連盟において、段位称号を定めるにあたり、通常ならば範士・教士・錬士の三つをもって称号とするところ、範士の下、教士の上位に準範士号を制定し、今日に至る。